# Silà d'Ambràcia
Silà (Silanos, Σιλανός) va ser un endeví ambraciota que va acompanyar a Cir el Jove en la seva expedició contra el seu germà, el rei Artaxerxes II de Pèrsia, l'any 401 aC.
Una mica abans de la batalla de Cunaxa, Cir li va donar deu talents o 3.000 dàrics d'or perquè Silà onze dies abans havia anunciat al rei que no presentaria batalla en deu dies, tal com va ser. Després el trobem al servei de Xenofont, que era mercenari de Cir en l'Expedició dels deu mil, quan aquest va voler fundar una ciutat. Abans de comunicar a ningú els seus projectes va cridar Silà per preguntar-li si ho havia de fer. Aquest, que havia conservat amb cura els diners que havia rebut de Cir i tenia pressa per tornar a Grècia, va revelar a l'exèrcit les intencions de Xenofont, de quedar-se en territori persa per a fundar una ciutat i adquirir fama i poder.
Es van produir divisions dins de l'exèrcit i Xenofont va dir que les últimes prediccions de Silà fetes a partir dels sacrificis, li havien dit que les víctimes eren favorables però que les entranyes parlaven d'una conspiració contra ell. Va proposar abandonar el projecte de construir la ciutat i tornar a Grècia. Però no tothom ho volia, i Silà va intentar dir, cridant, que els que volguessin marxar que ho fessin, però els soldats el van amenaçar amb castigar-lo si el sorprenien fugint. Després de diverses alternatives va aconseguir escapar sol en una nau que va comprar a Heraclea Pòntica. Xenofont diu que en aquesta ciutat van voler fer uns sacrificis per agrair als déus el viatge i veure què els preparava el futur fins a arribar a casa, però Silà ja havia escapat, i va intervenir d'endeví Arexió d'Arcàdia.